# Rose Fitzgerald Kennedy Bridge
Il Rose Fitzgerald Kennedy Bridge è un ponte estradossato stradale attraversa il fiume Barrow nella repubblica d'Irlanda. Il ponte fa parte della N25. Inaugurato il 29 gennaio 2020 dall'allora taoiseach Leo Varadkar ed aperto al traffico il giorno seguente è, ad ottobre 2022, il ponte più lungo d'Irlanda
Le campate principali sono lunghe 230 m ciascuna. Le campate principali sono equivalenti in lunghezza alla campata principale del Suir Bridge, a sua volta ubicato sulla N25.

## Nome

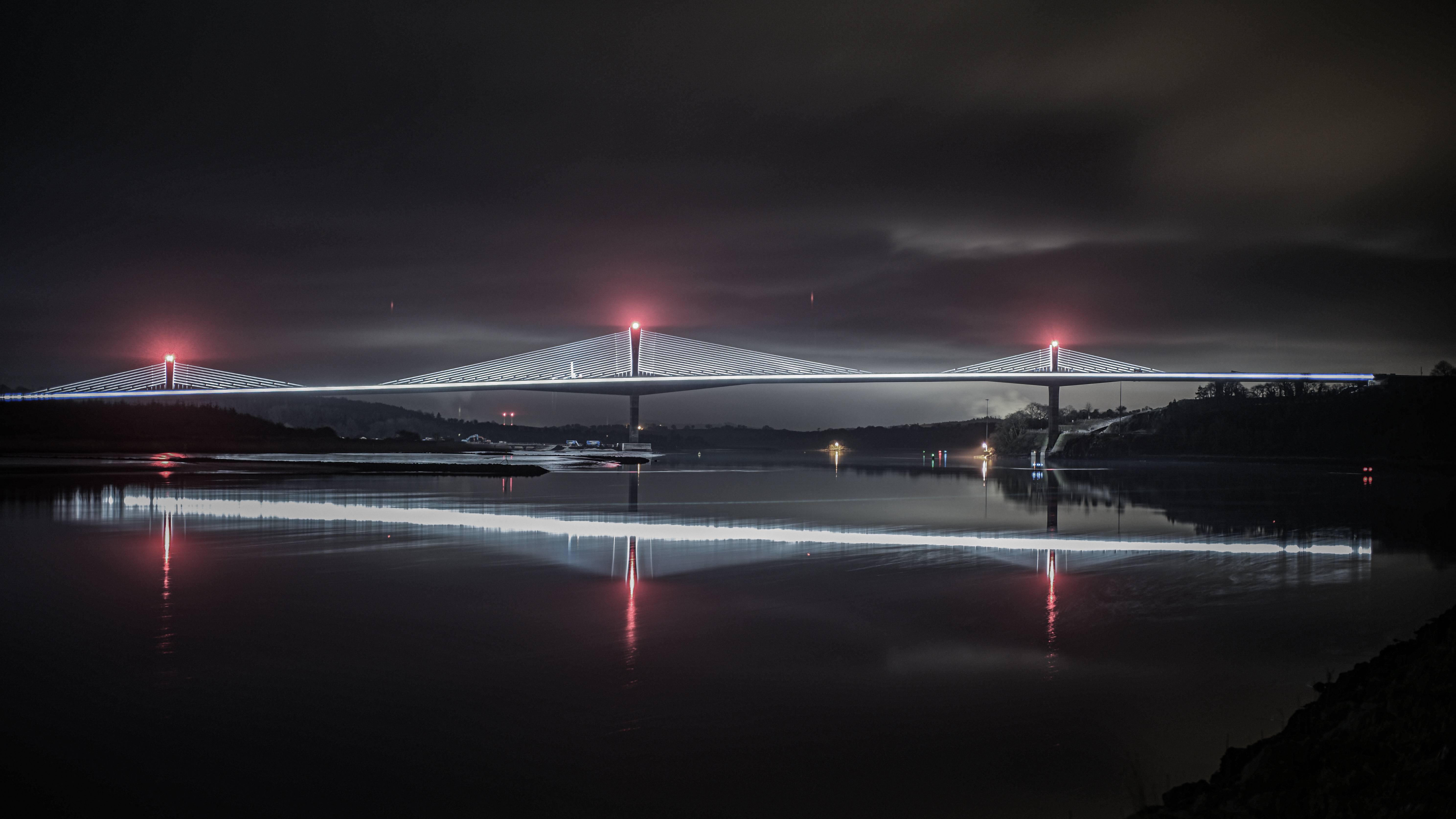
Rose Fitzgerald Kennedy Bridge (foto notturna)

Il ponte prende il nome da Rose Fitzgerald Kennedy, la madre dell'ex presidente degli Stati Uniti John F. Kennedy i cui antenati provenivano dalla vicina cittadina di Dunganstown. La popolazione locale lo nomina amichevolmente Pink Rock Bridge.

## Statistiche
Il ponte presenta le seguenti caratteristiche costruttive:
- Nove campate delle seguenti lunghezze: 36m, 45m, 95m, 230m, 230m, 95m, 70m, 50m e 36m.
- La strada è ubicata a 36m di quota rispetto al livello del fiume.
- Per la sua costruzione sono state impiegate 70000 tonnellate di calcestruzzo.
- Per la sua costruzione sono state impiegate 7000 tonnellate d'acciaio, massa equivalente a quella della Torre Eiffel.
- La spalla numerata "1" è sita sulla sponda occidentale, nella contea di Kilkenny, mentre la spalla "2" è sita sulla sponda orientale, nella contea di Wexford.
- I pilastri sono 8 in totale numerati in ordine crescente da Ovest ad Est. L'unico pilastro bagnato dal fiume è il pilastro "4".
- Il pilone centrale presenta un'altezza di 60 metri dal basamento e di 27 metro sul livello del ponte. I piloni adiacenti presentano un'altezza di 16.2m sul livello del ponte.

## Premi
Il Rose Fitzgerald Kennedy Bridge ha ricevuto diversi premi che includono:
- 2021 International Association of Bridge and Structural Engineering (IABSE) Outstanding Structure Award
- 2020 ACEI Project of the Year and Engineers Ireland’s Engineering Infrastructure and Buildings Award.